# آلفين باول
آلفين باول (بالإنجليزية: Alvin Powell)‏ هو لاعب كرة قدم أمريكية أمريكي، ولد في 19 نوفمبر 1959.

## وصلات خارجية
- آلفين باول على موقع مرجع كرة القدم المحترفة.كوم (الإنجليزية)
- آلفين باول على موقع IMDb (الإنجليزية)